# Бактериология

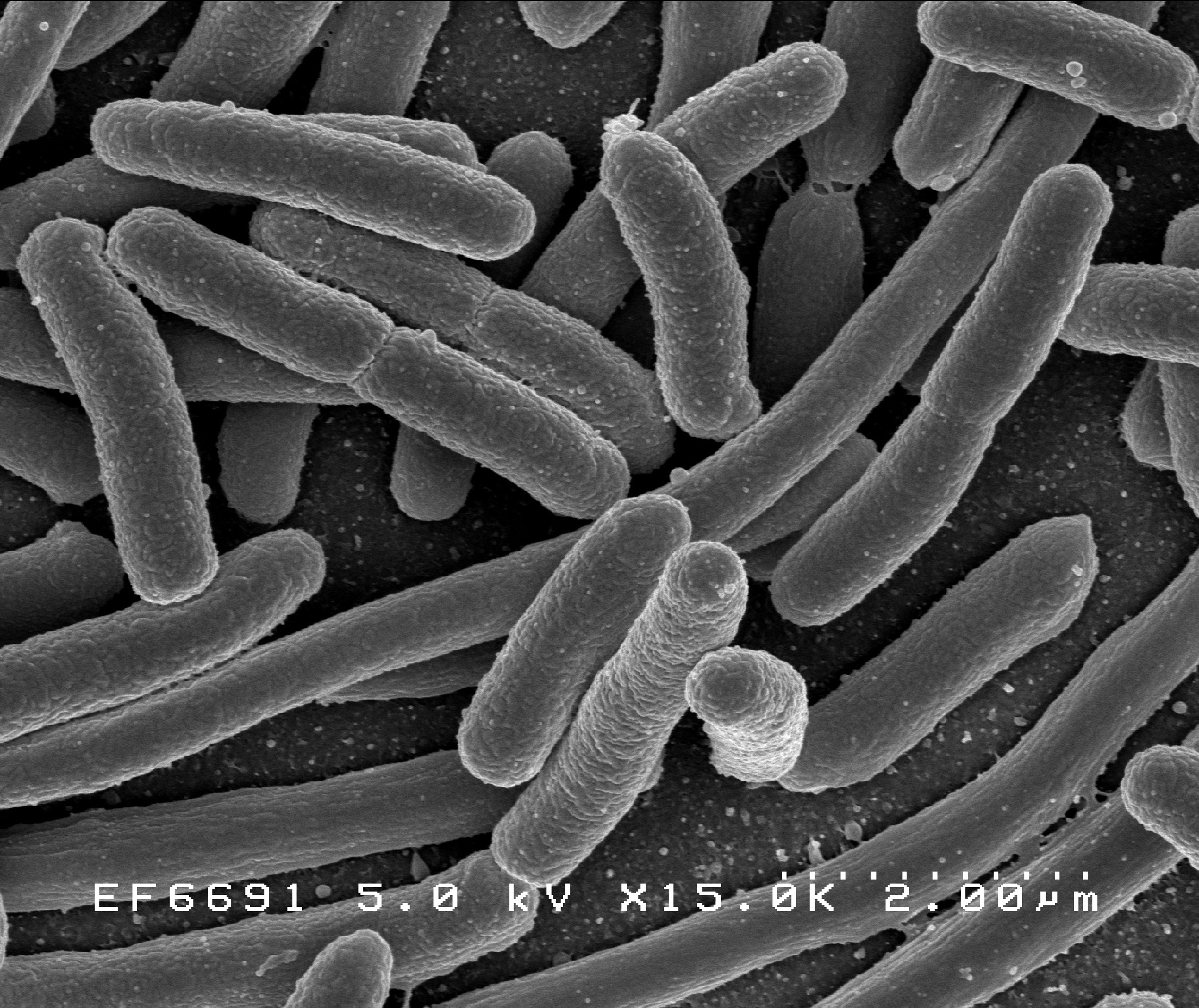
Бактерия кишечной палочки E.Coli под микроскопом

Бактериология — (греч. βακτηρία — бактерия, греч. λόγος — учение) — это раздел микробиологии, изучающий бактерии. Разделяется на несколько самостоятельных направлений:
- Общая бактериология — изучает морфологию, физиологию и биохимию бактерий, а также их наследственность, эволюцию и распространение в природе.
- Медицинская и ветеринарная бактериология — изучают биологию болезнетворных бактерий, методы диагностики и лечения инфекционных заболеваний человека и животных.
- Сельскохозяйственная бактериология — изучает роль бактерий в плодородии и структуре почвы, в питании растений, переработке сельскохозяйственных продуктов (силосование, квашение).
- Промышленная бактериология — изучает процессы образования бактериями спиртов, органических кислот, ферментов, аминокислот, антибиотиков, стимуляторов роста с использованием бактерий[2].

Бактериология как наука развилась благодаря потребности врачей в проверке и применении микробной теории болезней, а также из-за проблем, связанных с порчей продуктов питания. Основными достижениями в бактериологии за последнее столетие являются разработка многих эффективных вакцин и открытие антибиотиков.

## История

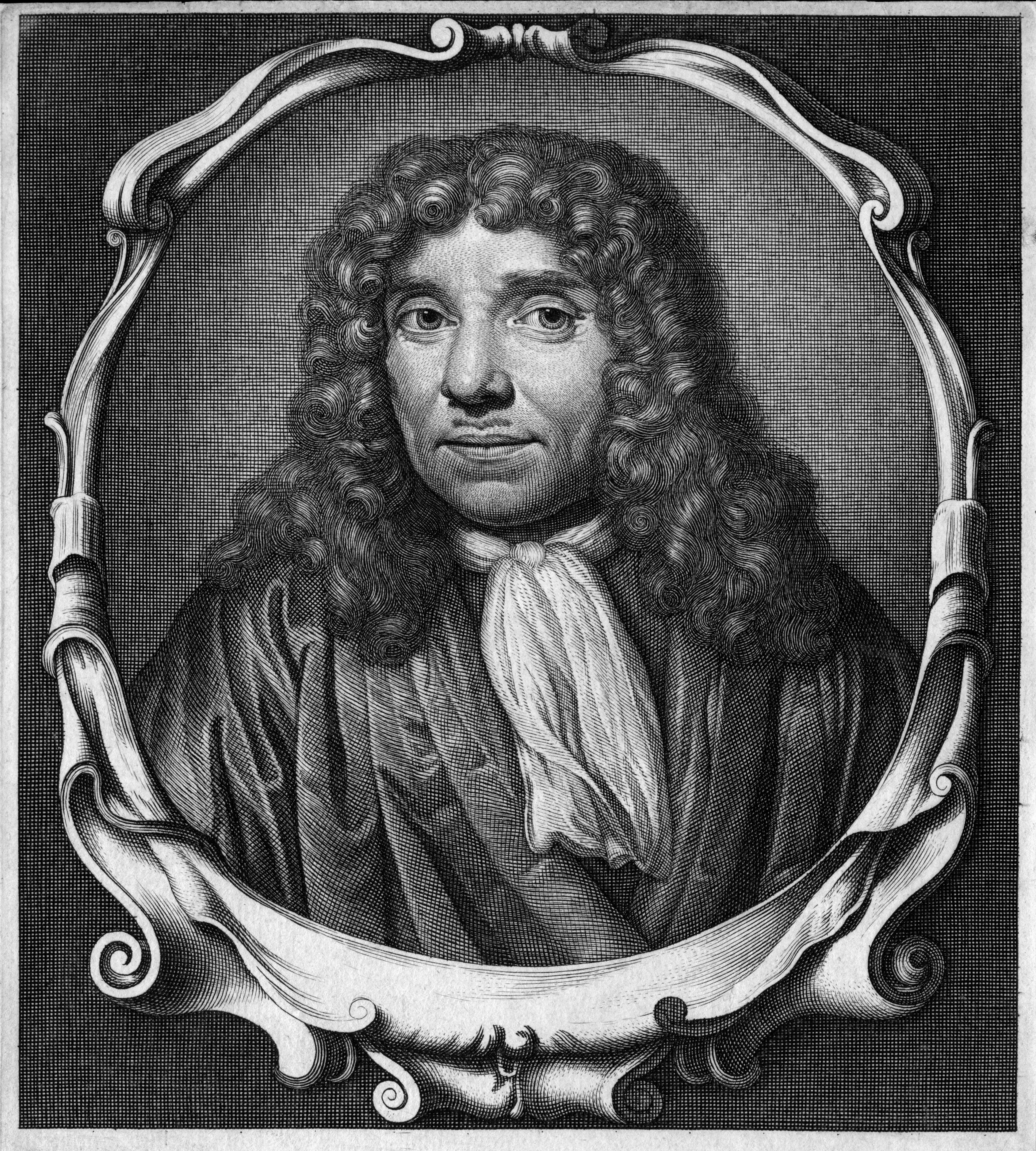
Голландский учёный Антони ван Левенгук

Бактерии впервые обнаружил голландский натуралист Антони ван Левенгук в 1676 году с помощью микроскопа собственной конструкции и опубликовал свои наблюдения в письмах в Королевское общество Лондона.
Венский врач Маркус фон Пленциц утверждал, что заразные болезни вызываются мелкими организмами, открытыми Левенгуком. Название «бактерия» было введено позже в 1828 году Христианом Готфридом Эренбергом и происходит от греческого βακτήριον «бактерион», что означает «маленькая палочка».
Также считается основоположником бактериологии немецкий ученый Фердинанд Кон, поскольку он первым классифицировал бактерии на основе их морфологии.

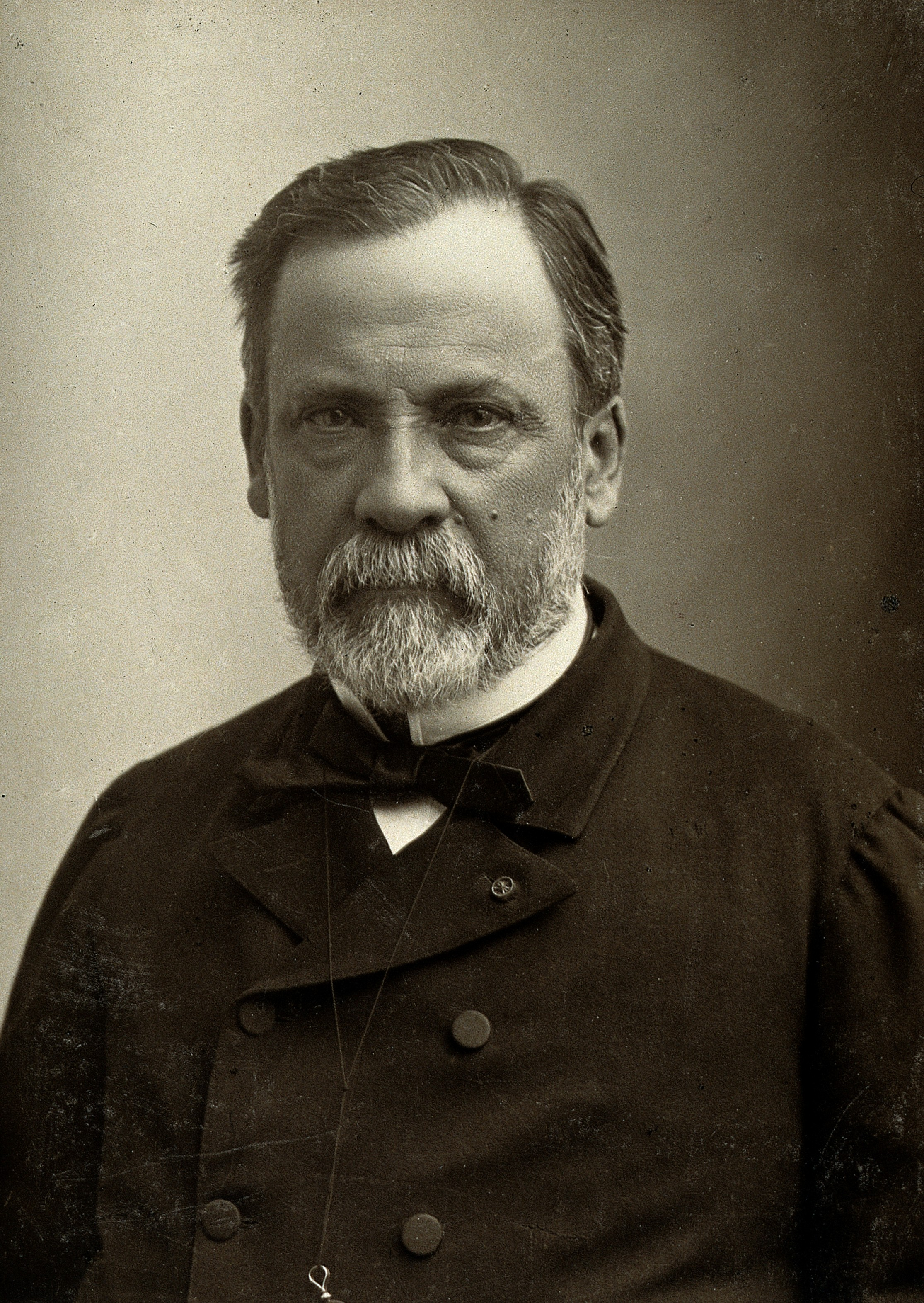
Французский химик Луи Пастер

C середины XIX века начался период активного изучения химического состава, роста и размножения бактерий. Открытие французского химика Луи Пастера, что живые организмы являются причиной брожения, является основой для современной микробной теории болезней и антисептического метода лечения. Вместе с немецким микробиологом Робертом Кохом Пастер был одним из первых, кто придерживался микробной теории болезней. В 1881 году Пастер начал разрабатывать программу профилактики против всех потенциально инфекционных болезней. Он разработал и впервые применил вакцины для животных — против холеры кур и сибирской язвы. Благодаря исследованиям Луи Пастера была окончательна подтверждена важность и введена в широкую практику дезинфекция рук в медицине на основе работ учёных Земмельвейса и Листера, чьи доводы медицинское сообщество долго не признавало.

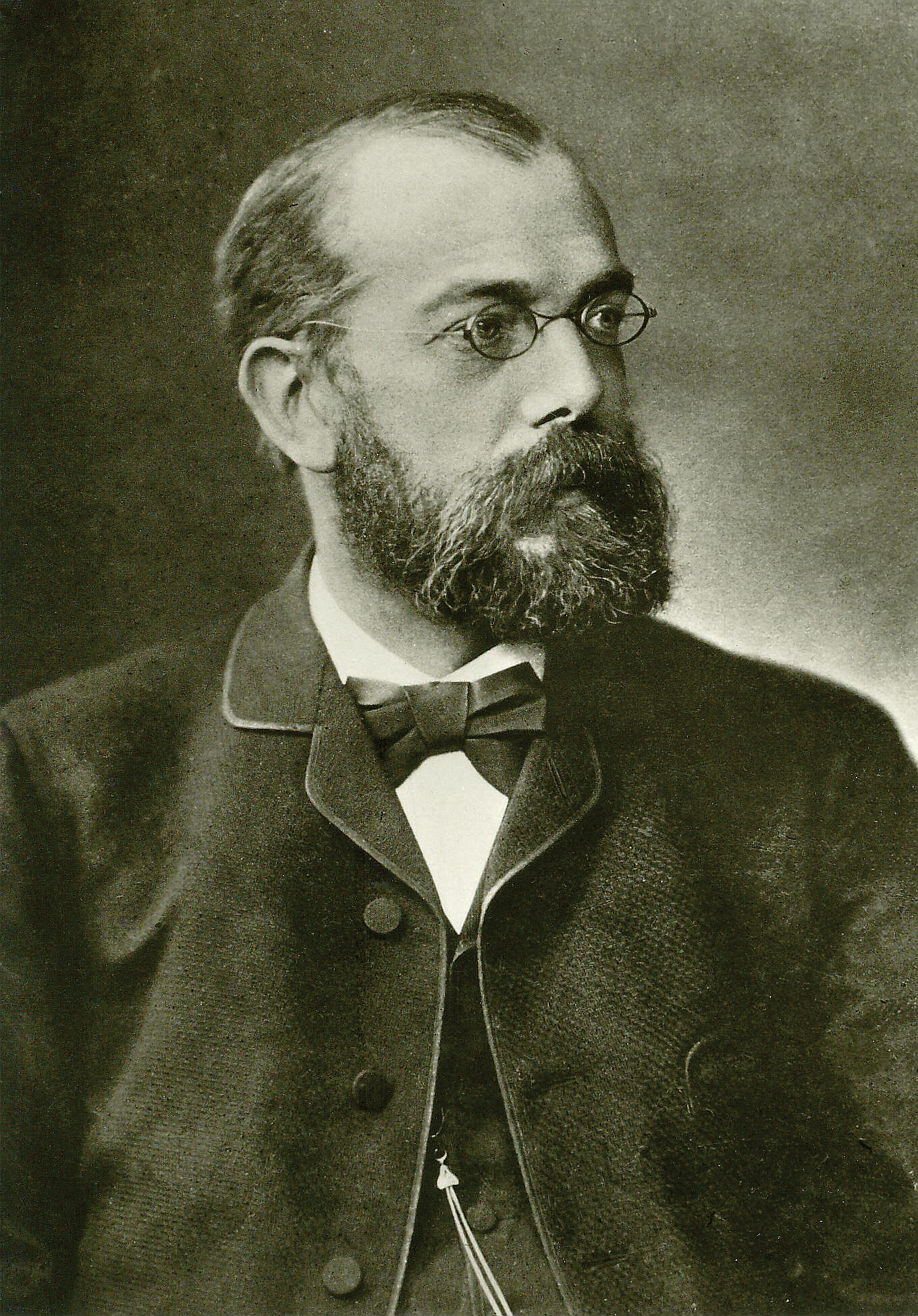
Немецкий учёный Роберт Кох

Позже в XIX веке открыли связь микроорганизмов с болезнями, когда итальянский анатом Филиппо Пачини в 1854 году во Флоренции выделил бактерию холеры Vibrio cholerae и установил чёткую связь присутствия бактерии в кишечнике умерших от холеры пациентов с болезнью. Несмотря на это, открытие возбудителя холеры часто приписывают Роберту Коху, который заново открыл его в 1884 году. Кох работал над холерой, сибирской язвой и туберкулёзом. За доказательство микробной теории болезней при исследовании туберкулёза он получил Нобелевскую премию в 1905 году. Он определил критерии, является ли организм причиной заболевания или нет, которые впоследствии получили название Постулаты Коха. Кох и Пастер сыграли большую роль в развитии антисептики в медицинской терапии. В конце XIX века были введены в практику современные методы бактериологической техники с использованием красителей и способа разделения микроорганизмов в посуде с питательной средой.
Несмотря на то, что с XIX века уже было известно, что причиной многих заболеваний являются бактерии, вплоть до XX столетия не существовало эффективных антибактериальных методов лечения. В 1910 году немецкий врач Пауль Эрлих разработал первый антибиотик, заменив красители, которые избирательно окрашивали Treponema pallidum, вызывающую сифилис, на избирательно уничтожающие бактерию соединения. Лекарство было на основе мышьяка и получило название сальварсан (от лат. salve — здоровый, и лат. Arsenicum — мышьяк). Исследования доказали действенность препарата Эрлиха, после чего компания Hoechst получила мировой патент на производство сальварсана и гигантский рынок сбыта.
Сальварсан, а затем еще более эффективный и менее токсичный неосальварсан стали первыми лекарствами направленного действия, и широко применялись в лечении вплоть до начала использования пенициллина в 1940 году. Открытие антибиотика ознаменовало начало эпохи антимикробной терапии с помощью синтетических лекарств.
Важный шаг в изучении бактерий был сделан в 1977 году, когда американский микробиолог Карл Вёзе заключил, что археи имеют отдельную линию эволюции от бактерий. Предложенная им трёхдоменная система разделила все клеточные формы жизни на три царства (домена): археи, бактерии и эукариоты.

## Бактериологические исследования

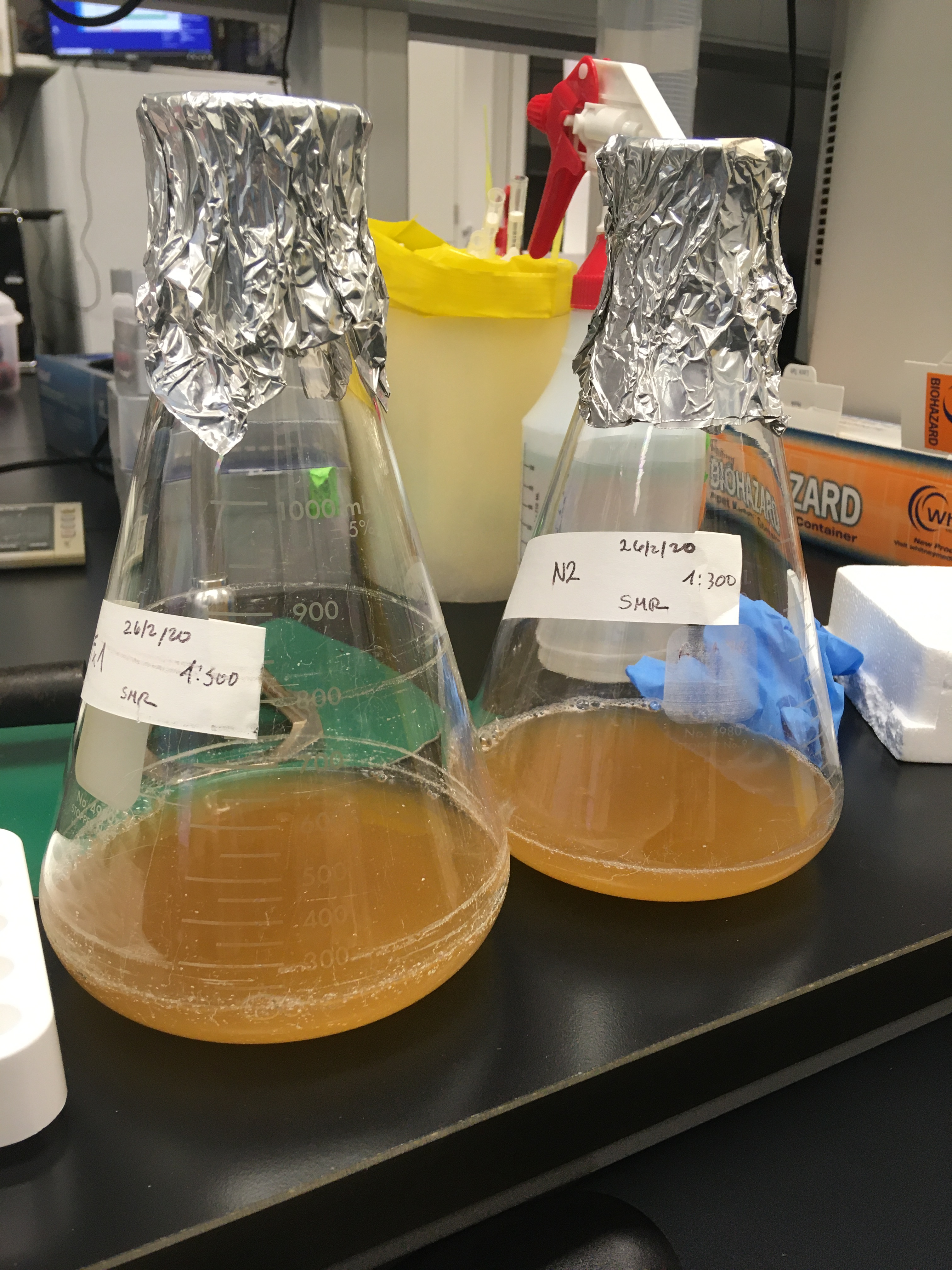
Бактериальные культуры в стеклянной колбе

### Бактериологический анализ
Бактериологический анализ ― это процедура выделения микроорганизмов и определение их чувствительности к противомикробным препаратам, которая позволяет найти причину инфекционного заболевания и подобрать необходимую терапию.
Метод заключается в посеве исследуемого материала на питательные среды, выделении чистой культуры возбудителя и его идентификации. В целом бактериологический метод исследования — это многоэтапное исследование, длительностью до нескольких суток.
Определение вида возбудителя производят по следующим признакам:
- морфология
- способность окрашиваться различными красителями
- характер роста на искусственных питательных средах
- биохимические свойства (ферментация углеводов и белков).

Окончательную принадлежность выделенной культуры к определенному виду микроорганизмов устанавливают с помощью иммунологических реакций и изучения антигенной структуры возбудителя.
Для врача важно знать насколько эффективно проводится антимикробное лечение, поэтому необходимо оценивать динамику изменения качественного и количественного состава в ходе заболевания и терапии. С помощью бактериологического метода диагностики можно определить, каковы последствия инфекционного процесса.
Основными возбудителями инфекционных заболеваний сейчас являются условно-патогенные микроорганизмы, поэтому важно оценить патогенность выделенной микрофлоры.

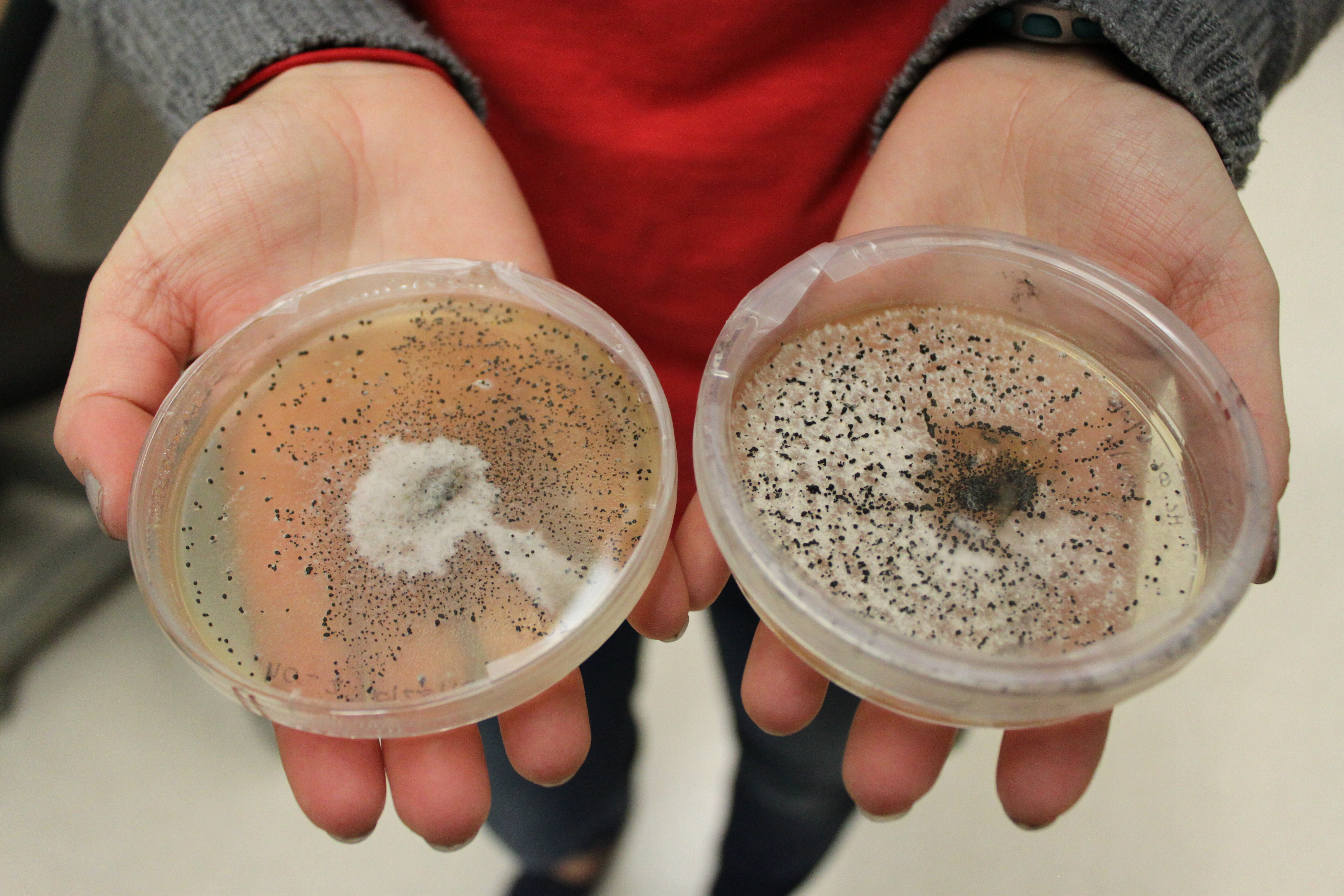
Бак посев в чашках Петри

### Материалы для бактериологического исследования
- Кровь
- Моча
- Кал
- Спинномозговая жидкость
- Желчь
- Мокрота
- Мазок из носа и глотки
- Отделяемое инфекционных ран
- Содержимое закрытых ран и абсцессов
- Отделяемое из цервикального канала
- Отделяемое из уретры
- Пунктаты
- Пробы при инфекционных заболеваниях глаз
- Пробы при инфекционных заболеваниях уха[18].

### Преимущества и недостатки бактериологического исследования
Преимущества бактериологического посева: 
• Высокая специфичность метода 
• Для исследования в качестве образца подходит любая биологическая жидкость человека
• Определение чувствительности выявленного патогена к тому или иному лекарству позволяет с высокой точностью проводить лечебные назначения препаратов.
Недостатки бактериологического посева:
• Длительность процесса выполнения анализа
• Высокие требования к забору материала и пробоподготовке
• Необходимый уровень квалификации персонала бактериологических лабораторий. 